# Suddenly (Marcus Miller)
Suddenly è il primo album di Marcus Miller pubblicato nel 1983.
L'album è stato ripubblicato nel 1999.

## Tracce
Testi e musiche di Marcus Miller, eccetto dove indicato.
1. Lovin' You – 5:21
2. Much Too Much – 6:11
3. Suddenly – 5:29 (Marcus Miller e Mainor Ramsay)
4. Just For You – 4:00
5. The Only Reason I Live – 5:06
6. Just What I Needed – 4:56
7. Let Me Show You (I Just Want To Make You Smile) – 4:43
8. Be My Love – 4:27 (Marcus Miller e Luther Vandross)
9. Could It Be You – 3:27

## Musicisti
- Marcus Miller: tutti gli strumenti, voce principale e seconde voci
- Ralph MacDonald: percussioni
- Mike Mainieri: vibrafono
- Yvonne Lewis, Luther Vandross, Tawatha Agee e Brenda White: seconde voci
- David Sanborn: sax alto
- Buddy Williams, Yogi Horton e Harvey Mason: batteria
- Nicky Moroch: chitarra acustica
- Dean Crandall e Lewis Paer: basso a 2 corde